# ボルボ・ReCharge

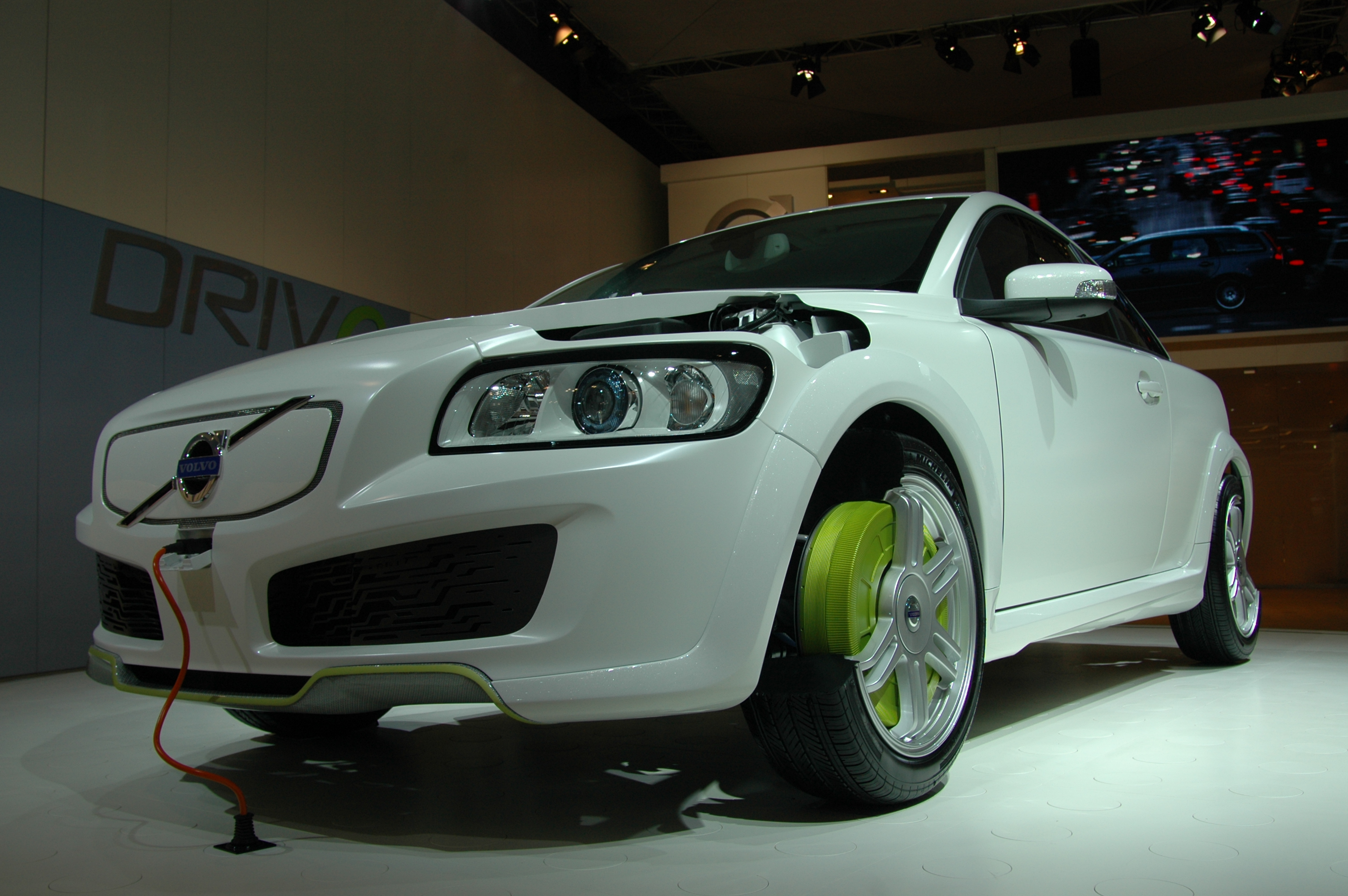
東京モーターショー（2007）

ReChargeはボルボ・カーズによって開発されたプラグインハイブリッドコンセプトカーである。車両は搭載された蓄電池から供給される電気のみでアメリカでの日常での走行距離の大半をまかなえる最大62マイル (100 km)走行できるように設計されている。小型の複数燃料対応エンジンで発電して蓄電池を充電することにより走行距離を伸ばすことができる。
歯車を持たないHi-Pa ドライブインホイールモーターを使用することによって直接車輪を駆動する。ReChargeは変速機や変速機レバーがなく効率的である。変速機のギアを取り除いたことで効率が10～20%向上することが期待される。このダイレクトドライブにはモーターを正確に同期して回転させるためにソフトウェアが必要である。
推定価格は€ 40,000ユーロである。